# Rajendre Khargi
Rajendre Khargi (Paramaribo, 27 juli 1955) is een voormalig Nederlands-Surinaams radiomaker, journalist en communicatieadviseur. Hij was eindredacteur van enkele radioprogramma's voor Surinamers en Antillianen en later van de radionieuwsdienst van het Algemeen Nederlands Persbureau (ANP). In de tweede helft van de jaren 2000 was hij initiator en later secretaris en voorzitter van de Diaspora Leerstoel Lalla Rookh aan de Vrije Universiteit en voorzitter van het bestuur van OneWorld.
Sedert 2021 is Khargi de Surinaamse ambassadeur in Nederland.

## Biografie
Khargi werd in Paramaribo geboren. Hij was verslaggever en radiomaker bij de NOS en enkele andere Nederlandse omroepen. Medio jaren 1970 was hij redacteur voor Het Zwarte Schaap, een programma voor Surinamers en Antillianen op Radio 2. Eind jaren 1970 tot en met de tweede helft van de jaren 1980 was hij eindredacteur voor Zorg en Hoop, een wekelijks radioprogramma met nieuws, interviews en telefoongesprekken gericht op Surinamers.
Sinds 1984 werkte hij voor het persbureau ANP  als chef voor Amsterdam, en redacteur en correspondent voor de Cariben en Midden-Amerika. Tijdens de verkiezingen in Haïti van november 1987 ontkwamen Khargi en enkele andere journalisten aan een aanslag in de hoofdstad Port-au-Prince. In 1991 volgde hij Rien Huizing op als hoofdredacteur van de Radio Nieuwsdienst van het ANP. Hier bleef hij aan tot eind 1993. In 1994 kwam hij hier terug als hoofd van de marktgroep Bulletins en Nieuws Diensten (BND).
Na zijn journalistieke loopbaan was hij leidinggevende voor onderzoek en ontwikkeling bij het Japanse bedrijf Seiko. Van 1996 tot 1998 studeerde hij aan de Business School Nederland (BSN).
Hij nam het initiatief tot de oprichting van de leerstoel Hindostaanse Diaspora Studies aan de Vrije Universiteit in Amsterdam. Daarnaast was hij adviseur voor de minister van Ontwikkelingssamenwerking en was hij bestuursvoorzitter van OneWorld. In 2019 werd hij benoemd tot ridder in de Orde van Oranje-Nassau.
Terwijl Chan Santokhi sinds 2013, toen de oppositieleider vanuit de VHP, gesprekken voerde met Nederland, was Khargi sinds dat moment ook betrokken. Naast adviseur is hij speechschrijver van Santokhi. Sinds het aantreden van het kabinet-Santokhi in 2020 is hij adviseur voor het Surinaamse ministerie van Buitenlandse Zaken, Internationale Business en Internationale Samenwerking. Deze taak nam hij in eerste instantie op zich om het Diaspora Instituut Suriname op te zetten. Rond 2020 nam hij de Surinaamse nationaliteit aan.
Begin november 2020 werd hij door minister Albert Ramdin aan president Santokhi voorgedragen als ambassadeur in Nederland. Op 10 februari 2021 overhandigde Khargi zijn geloofsbrieven aan koning Willem-Alexander. Zijn voorganger als ambassadeur was tot 2010 Urmila Joella-Sewnundun. Direct voor hem diende sinds 2019 als hoogste vertegenwoordiger van Suriname in Nederland de zaakgelastigde Oquemele Denz.